# Tiomboni
Tiomboni est une commune rurale située dans le département de Houndé de la province de Tuy dans la région des Hauts-Bassins au Burkina Faso.

## Géographie
Tiomboni se trouve à 8 km au sud-ouest de Kiéré et à 13 km au nord de Houndé.

## Santé et éducation
Le centre de soins le plus proche de Tiomboni est le centre de santé et de promotion sociale (CSPS) de Kiéré.